# Bunomys prolatus
Bunomys prolatus é uma espécie de roedor da família Muridae.
Apenas pode ser encontrada na Indonésia.
Os seus habitats naturais são: florestas secas tropicais ou subtropicais.
Está ameaçada por perda de habitat.